# Yeşilyurt Spor Kulübü 2019-2020 (pallavolo)
Questa voce raccoglie le informazioni riguardanti lo Yeşilyurt Spor Kulübü nelle competizioni ufficiali della stagione 2019-2020.

## Organigramma societario
Area direttiva
- Presidente: Levent Gökçe

Area tecnica
- Allenatore: Dehri Dehrioğlu
- Allenatore in seconda: Haluk Korkmaz
- Assistente allenatore: Caner Atasever
- Scoutman: Muhammet Sancaklı

## Rosa
| N° | Nome             | Ruolo | Data di nascita  | Nazionalità sportiva |
| -- | ---------------- | ----- | ---------------- | -------------------- |
| 1  | Elif Boran       | O     | 2 ottobre 1992   | Turchia              |
| 2  | Tuğba Şenoğlu    | S     | 2 febbraio 1998  | Turchia              |
| 3  | Burcu Yönder     | P     | 19 gennaio 1997  | Turchia              |
| 4  | İrem Kaya        | C     | 3 maggio 1999    | Turchia              |
| 5  | Ayça Aykaç       | L     | 27 febbraio 1996 | Turchia              |
| 6  | Derya Güç        | S     | 16 gennaio 1997  | Turchia              |
| 7  | Şule Yetimoğlu   | L     | 5 gennaio 1992   | Turchia              |
| 9  | Elisa Köse       | S     | 20 marzo 2002    | Turchia              |
| 10 | Nicole Koolhaas  | C     | 31 gennaio 1991  | Paesi Bassi          |
| 12 | Gözde Dal        | C     | 21 marzo 1988    | Turchia              |
| 13 | Buket Gülübay    | P     | 28 febbraio 1999 | Turchia              |
| 14 | Alexia Căruțașu  | O     | 10 giugno 2003   | Romania              |
| 16 | Damla Tokman     | C     | 2 aprile 2002    | Turchia              |
| 17 | Derya Cebecioğlu | S     | 24 ottobre 2000  | Turchia              |
| 18 | Arzum Tezcan     | P     | 4 gennaio 2000   | Turchia              |

## Statistiche

### Statistiche di squadra
| Competizione     | Punti | In casa | In casa | In casa | In trasferta | In trasferta | In trasferta | Totale | Totale | Totale |
| Competizione     | Punti | G       | V       | P       | G            | V            | P            | G      | V      | P      |
| ---------------- | ----- | ------- | ------- | ------- | ------------ | ------------ | ------------ | ------ | ------ | ------ |
| Sultanlar Ligi   | 33    | 11      | 8       | 3       | 11           | 4            | 7            | 22     | 12     | 10     |
| Coppa di Turchia | -     | 1       | 1       | 0       | 1            | 0            | 1            | 2      | 1      | 1      |
| Totale           | -     | 12      | 9       | 3       | 12           | 4            | 8            | 24     | 13     | 11     |

G = partite giocate; V = partite vinte; P = partite perse

### Statistiche dei giocatori
| Giocatore     | Campionato | Campionato | Campionato | Campionato | Campionato | Coppa di Turchia | Coppa di Turchia | Coppa di Turchia | Coppa di Turchia | Coppa di Turchia | Totale | Totale | Totale | Totale | Totale |
| Giocatore     | P          | PT         | AV         | MV         | BV         | P                | PT               | AV               | MV               | BV               | P      | PT     | AV     | MV     | BV     |
| ------------- | ---------- | ---------- | ---------- | ---------- | ---------- | ---------------- | ---------------- | ---------------- | ---------------- | ---------------- | ------ | ------ | ------ | ------ | ------ |
| A. Aykaç      | 20         | 0          | 0          | 0          | 0          | 2                | 0                | 0                | 0                | 0                | 22     | 0      | 0      | 0      | 0      |
| E. Boran      | 16         | 83         | 76         | 6          | 1          | 2                | 1                | 1                | 0                | 0                | 18     | 84     | 77     | 6      | 1      |
| A. Căruțașu   | 20         | 270        | 236        | 25         | 9          | 2                | 38               | 33               | 5                | 0                | 22     | 308    | 269    | 30     | 9      |
| D. Cebecioğlu | 22         | 249        | 206        | 25         | 18         | 1                | 4                | 4                | 0                | 0                | 23     | 253    | 210    | 25     | 18     |
| G. Dal        | 16         | 76         | 44         | 22         | 10         | 2                | 15               | 8                | 6                | 1                | 18     | 91     | 52     | 28     | 11     |
| D. Güç        | 15         | 36         | 22         | 7          | 7          | 2                | 11               | 10               | 0                | 1                | 17     | 47     | 32     | 7      | 8      |
| B. Gülübay    | 17         | 64         | 23         | 19         | 22         | 2                | 8                | 4                | 3                | 1                | 19     | 72     | 27     | 22     | 23     |
| İ. Kaya       | 5          | 16         | 9          | 4          | 3          | 0                | 0                | 0                | 0                | 0                | 5      | 16     | 9      | 4      | 3      |
| N. Koolhaas   | 20         | 155        | 103        | 35         | 17         | 2                | 15               | 11               | 3                | 1                | 22     | 170    | 114    | 38     | 18     |
| E. Köse       | 5          | 9          | 6          | 0          | 3          | 1                | 0                | 0                | 0                | 0                | 6      | 9      | 6      | 0      | 3      |
| T. Şenoğlu    | 21         | 227        | 184        | 20         | 23         | 2                | 32               | 30               | 1                | 1                | 23     | 259    | 214    | 21     | 24     |
| A. Tezcan     | 15         | 10         | 2          | 2          | 6          | 1                | 1                | 0                | 0                | 1                | 16     | 11     | 2      | 2      | 7      |
| D. Tokman     | 7          | 22         | 13         | 9          | 0          | 0                | 0                | 0                | 0                | 0                | 7      | 22     | 13     | 9      | 0      |
| Ş. Yetimoğlu  | 10         | 0          | 0          | 0          | 0          | 1                | 0                | 0                | 0                | 0                | 11     | 0      | 0      | 0      | 0      |
| B. Yönder     | 5          | 4          | 0          | 2          | 2          | -                | -                | -                | -                | -                | 5      | 4      | 0      | 2      | 2      |

P = presenze; PT = punti totali; AV = attacchi vincenti; MV = muri vincenti; BV = battute vincenti